# Костромська духовна семінарія
Костромська духовна семінарія — духовний заклад Російської Православної Церкви (безпатріаршої), створений українськими релігійними діячами за зразком Києво-Могилянської академії. Готував священно- і церковнослужителів. Заснована 1747, ліквідована 1918. 
1996 РПЦ заснувала нову семінарію, яка носить ідентичну назву, але не має жодного відношення до старої Костромської семінарії. Термін навчання — 5 років на пастирському відділенні, 3 роки на регентському відділенні.

## Історія
Заснована 1747 при Іпатіївському монастирі видатним українським богословом Сильвестром (Кулябкою).
За час існування семінарії з її стін вийшло чимало видатних діячів православ'я: митрополитів, архієпископів, ректорів духовних академій і семінарій, богословів, церковних істориків, просвітителів, величезна кількість міських і сільських священиків. 
Поряд з основними предметами: літургікою, гомілетику, богослов'ям, Святим Письмом, церковним співом, іконописанням, церковною історією семінаристи, за українським зразком Києво-Могилянської академії, вивчали древні і сучасні мови, громадянську історію, філософію, словесність, математику, психологію, логіку. 
Фундаментальна бібліотека вважалася однією з найбагатших у краї. З 1887 при семінарії діяла зразкова церковно-приходська школа, хор духовної семінарії вважався одним з найкращих в єпархії. Семінарія була центром єпархіального життя: тут проходили єпархіальні з'їзди духовенства, зборів церковно-історичного товариства.
Випускником семінарії є відомий український візантолог Федір Успенський.
У липні 1918 року семінарія була закрита комуністами.

### Нова семінарія
17 липня 1996 училище училище РПЦ було перетворено на семінарію. Першим ректор - архімандрит Геннадій Гоголє). В основу навчального процесу в семінарії були покладені програми, прийняті в Санкт-Петербурзькій духовній семінарії.

## Ректори
- Анастасій (Білопільський) (1 жовтня 1747 - 29 квітня 1760)
- Софроній (Тернолєтов) (29 квітня 1760 - 27 травня 1771)
- Семчевський Яків (1771-1774)
- Тимофій (28 серпня 1774-1780)
- Парфеній (Нарольский) (1780-1797)
- Євген (Варгасов) (1797-1800)
- Анатолій (Ставицький) (1801)
- Август (1802-1820)
- Евтихіан (Лестєв) (28 вересня 1820 - 2 січня 1821)
- Макарій (Глухарьов) (27 лютого 1821 - 1824)
- Євген (Бажанов) (15 вересня 1824 - 1829)
- Афанасій (Дроздов) (17 липня 1829 - 1 грудня 1837)
- Платон (Городецький) (20 грудня 1837 - 28 квітня 1839)
- Натанаїл (Савченко) (5 травня 1839 - 1845)
- Агафангел (Соловйов) (17 жовтня 1845 - 1952)
- Прилуцький Дмитро Федорович (1852 - 1853)
- Порфирій (Соколовський) (4 травня 1854 - 21 жовтня 1858)
- Вікторин (Любимов) (29 жовтня 1858 - 30 жовтня 1860)
- Фотій (Щіревськbй) (1860-1861)
- Митрофан (Флоринський) (12 січня - 3 липня 1861)
- Веніамін (Благонравов) (23 серпня 1861 - 5 лютого 1862) на посаду не вступив
- Йосиф (Баженов) (29 березня 1862 - 12 серпня 1866)
- Корнилій (Орлінков) (31 серпня 1866 - 26 грудня 1875)
- Юстин (Полянський) (26 грудня 1875 - 22 грудня 1884)
- Сергій (Ланін) (11 вересня 1885 - 27 січня 1890)
- Менандр (Сазонтьєв) (27 січня 1890 - 26 січня 1897)
- Сирцов Іоанн Якович (30 січня 1897 - 16 серпня 1902)
- Щеглов Михайло Іванович (4 вересня 1902 - 31 березня 1905)
- Микола (Орлов) (31 березня 1905 - 16 жовтня 1906)
- Чекан Віктор Георгійович (4 листопада 1906 - 1917)
- Володимирський Микола (12 жовтня 1917 - 1918)

- Геннадій Гоголєв (17 липня 1996 - 26 липня 2010)
- Алексій Фролов (26 липня 2010 - 3 грудня 2013)
- Георгій Андріанов (з 19 березня 2014)